# Luiz Paulino dos Santos
Luiz Paulino dos Santos (Bahia, 1932 — ?, 2017) foi um ator, roteirista e diretor de cinema brasileiro.
Em 1976, no Festival de Gramado, recebeu uma indicação ao Kikito na categoria de melhor filme, por Crueldade Mortal.

## Trabalhos como roteirista
- 1980 - Insônia (1980) (episódio A Prisão de J.Carmo Gomes)
- 1976 - Crueldade Mortal
- 1967 - Mar Corrente
- 1962 - Barravento

## Trabalhos como diretor
- 2016 - Índios Zoró: Antes, Agora e Depois?
- 1982 - Ikatena: Vamos Caçar?
- 1980 - Insônia (episódio A Prisão de J. Carmo Gomes)
- 1976 - Crueldade Mortal
- 1967 - Mar Corrente
- 1969 - Um Dia na Rampa

## Trabalho como ator
- 2011 - O Homem que não Dormia
- 1961 - Mandacaru Vermelho

## Trabalhos como produtor
- 1976 - Crueldade Mortal
- 1964 - Deus e o Diabo na Terra do Sol